# ヴージエ
ヴージエ （Vouziers）は、フランス、グラン・テスト地域圏、アルデンヌ県のコミューン。

## 地理
ヴージエはエーヌ川沿いにある。アルゴンヌ地方や、アルデンヌ高原に近い。
かつてのコミューン、サント＝マリーは現在ヴージエの一部である。

## 歴史
中世、ヴージエはコムギ市場の交差路であった。
1516年4月、フランソワ1世は定期市や市場を復活させ、コミューンの繁栄を保証した。
普仏戦争でヴージエはプロイセン軍に占領された。
ポール・ヴェルレーヌはヴージエで裁判にかけられ、投獄されていた。
第一次世界大戦中、アルゴンヌで戦闘に加わっていたチェコ軍団の司令官を務めたのは、のちの初代チェコスロバキア大統領トマーシュ・マサリクであった。ヴージエにあるリセの名は彼にちなむ。
1918年、コミューン近郊で起きたサン＝モレルの戦いで戦死したローラン・ギャロスが埋葬された。

## 出身者
- イポリット・テーヌ
- ジャン・ロビック

## 姉妹都市
- グレフェンローダ、ドイツ
- ラチシュコヴィツェ、チェコ
- アグナム・シボラ、セネガル